# Honor 8X
Honor 8X — смартфон компанії Huawei під брендом Honor.
Телефон був офіційно анонсований у Китаї 5 вересня 2018 року разом із Honor 8X Max.

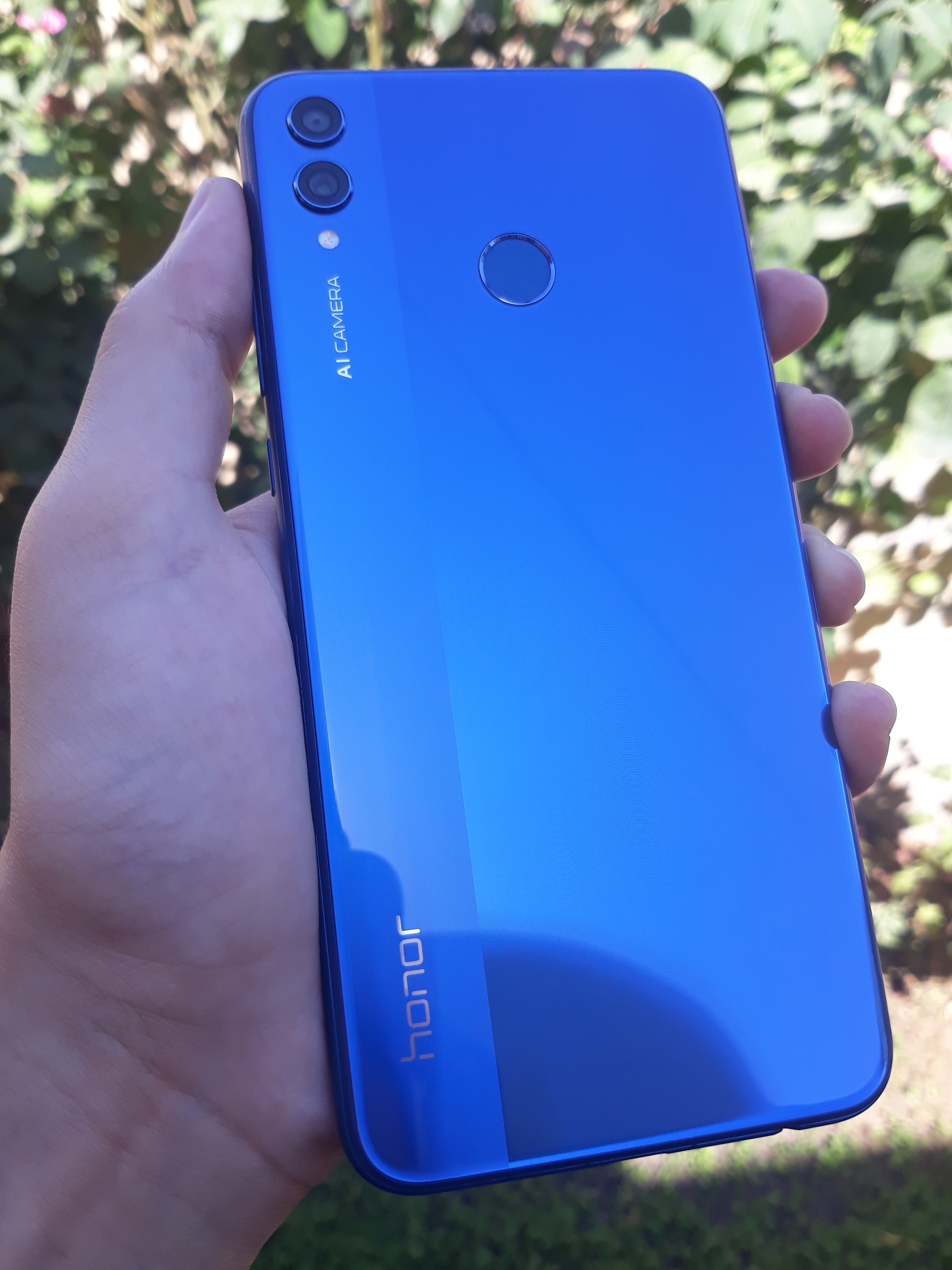
Honor 8X

Належить до бюджетного сегмента телефонів, але завдяки технічним характеристикам і зовнішньому вигляду вважається одним з найкращих фаблетів 2019 року.

## Зовнішній вигляд
Корпус Honor 8X виконаний зі скла та металу. Апарат відноситься до безрамкових, товщина рамок складає лише 4,25 мм, а екран займає 91 % фронтальної панелі.
Задня панель покрита багатошаровим глянцевим склом, що створює ефект переливу кольору, а невелика смужка на місці розташування камер має матову фактуру в тому ж кольорі, що й решта апарату.
Телефон продається у 4 кольорах: чорний (Black), синій (Blue), примарно-синій (Pink), червоний (Red).

## Апаратне забезпечення
Honor 8X має процесор Hisilicon Kirin 710, який включає чотири ядра Cortex A73 по 2.2 ГГц і чотири ядра Cortex-A53 по 1.7 ГГц. Графічний процесор Mali-G51 MP4.
Об'єм внутрішньої пам'яті складає 128 або 64 Гб, оперативної  пам'яті — 4 ГБ. Підтримує карти microSD до 256 ГБ.
Honor 8X отримав LTPS LCD екран діагоналлю 6.5 дюймів з роздільною здатністю 1080 x 2340 пікселів. Щільність пікселів — 397 ppi. Співвідношення сторін — 19.5:9. Екран телефону покритий захисним склом Corning Gorilla Glass 3.
Два модулі основної камери — 20 МП з діафрагмою f/1.8 (широкий кут) та 2 МП (датчик глибини) із вбудованим LED спалахом.
Фронтальна камера — 16 МП, об'єктив f/2.0 (широкий кут).
Акумулятор Li-Pol незмінний, має місткість 3750 мА/г, можливість 100 % заряду за 2,5 години.

## Програмне забезпечення
Honor 8X працює на базі операційної системи Android 8.1 (Oreo) з графічною оболонкою EMUI 8.2.
Інтерфейси: Wi-Fi a/b/g/n/ac DualBand, Bluetooth 4.2 (A2DP, BLE, HWA, aptX/aptX HD), NFC.
Передача даних: GPS, ГЛОНАСС, BeiDou, AGPS.
Смартфон отримав такі сенсори: датчик наближення, датчик освітленості, цифровий компас, акселерометр, гіроскоп, сканер відбитків пальців, можливість розблокування за обличчям.

## Комплектація
До комплекту входить: телефон, документація, зарядний пристрій з кабелем microUSB, ключ для вилучення картки, чохол-бампер.
Середня ціна в українських магазинах — 4999 грн (у кінці грудня 2019), яка знизилася до 4444 у травні 2020..